# 佩尔·卡伦
佩尔·卡伦（瑞典語：Per Carlén，1960年11月19日—），瑞典男子手球运动员。他曾代表瑞典参加1984年、1988年、1992年和1996年夏季奥林匹克运动会手球比赛，共获得二枚银牌。